# Лайман, Дороти
Дороти Лайман (англ. Dorothy Lyman; род. 18 апреля 1947[…], Миннеаполис, Миннесота) — американская телевизионная актриса, режиссёр и продюсер.
Лайман добилась известности благодаря своей роли Опел Сью Гарднер в дневной мыльной опере «Все мои дети», которая принесла ей две дневные премии «Эмми» в 1982 и 1983 годах. Ранее в семидесятых она снималась в мыльных операх «На краю вселенной», «На пороге ночи» и «Другой мир». Она покинула «Все мои дети» в 1983 году и её заменила Джилл Ларсон, а Лайман тем временем начала играть одну из главных ролей в прайм-тайм ситкоме Mama’s Family с Вики Лоуренс. Шоу транслировалось вплоть до 1990 года, после чего Лайман сосредоточилась на карьере режиссёра и продюсера и с 1995 по 1999 год работала режиссёром ситкома Фрэн Дрешер «Няня». Как актриса она также появилась в сериалах «Застава фехтовальщиков», «Риба», «Практика», «Справедливая Эми», «C.S.I.: Место преступления Майами», «Закон и порядок: Специальный корпус» и «Звёздный крейсер „Галактика“».